# The Guardian of Forever
The Guardian of Forever — десятый студийный альбом голландского дуэта Laserdance, выпущенный в 1995 году.
По мнению поклонников жанра — это был худший альбом группы. Первая половина альбома (№1 — №5), классические треки в стиле spacesynth, остальные треки (№6 — №11) относятся больше к стилю техно. Михиль ван дер Кёй (Michiel van der Kuy), для которого это было последнее сотрудничество с Laserdance, сыграл сам все синтезаторные партии, кроме трека № 7.

## Список композиций
- ZYX Music — ZYX 20381-2, Hotsound Records — HS 9500 CD

Слова и музыка всех песен — Михиль ван дер Кёй.
| №                   | Название                  | Длительность |
| ------------------- | ------------------------- | ------------ |
| 1.                  | «The Guardian of Forever» | 5:06         |
| 2.                  | «Out of Order»            | 5:03         |
| 3.                  | «The Pits of Hell»        | 5:06         |
| 4.                  | «Break Through»           | 4:51         |
| 5.                  | «Nightmare at Noon»       | 5:18         |
| 6.                  | «Silent Runner»           | 5:19         |
| 7.                  | «Love Stimulation1»       | 5:35         |
| 8.                  | «Automatic Reverse»       | 5:46         |
| 9.                  | «Mal Function»            | 5:59         |
| 10.                 | «To Protect from Erasure» | 5:14         |
| 11.                 | «The Atomic Trial»        | 5:21         |
| Общая длительность: | Общая длительность:       | 58:38        |

1
В записи приняли участие Gerret Frerichs, Hans-Georg Schmidt, Оливер Хантеманн (Oliver Huntemann), Пол ван Дайк (Matthias Paul) (под псевдонимом Paul van Dyk)

## Авторство произведений
На торце коробки для CD от ZYX Music, исполнитель и название напечатаны с ошибкой, как "LASERDANCETHE" и "GUARDIAN OF FOREVER".
Согласно информации на обложке, автором всех треков (кроме №7) был участник Laserdance и исполнительный продюсер Эрик ван Флит (Erik van Vliet). Между тем, Михиль ван дер Кёй сказал в интервью, что ван Флит, который на момент создания Laserdance никогда не выступал в качестве композитора или исполнителя, купил авторские права настоящего композитора и, таким образом, мог писать своё имя в композициях, которые он никогда не создавал, в конце концов, он придумал все названия, а обложку с помощью Эдвина ван дер Лаага (Edwin van der Laag) и занимался маркетингом Laserdance и всех других лейблов.